# Argyrostrotis contempta
Argyrostrotis flavistriaria là một loài bướm đêm trong họ Erebidae.

## Hình ảnh

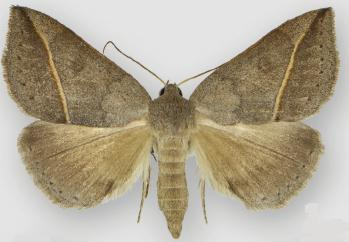
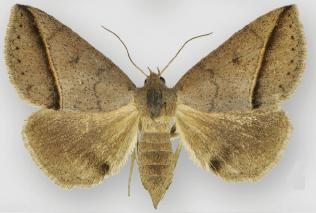
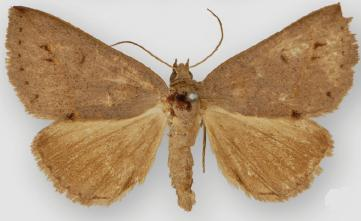
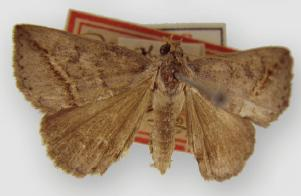